# Exostema veraensis
Exostema veraensis là một loài thực vật có hoa trong họ Thiến thảo. Loài này được Kitanov mô tả khoa học đầu tiên năm 1979.